# 773906 Larisaromanova
773906 Larisaromanova è un asteroide della fascia principale. Scoperto nel 2023, presenta un'orbita caratterizzata da un semiasse maggiore pari a 3,1025860 au e da un'eccentricità di 0,1616503, inclinata di 0,77781° rispetto all'eclittica.
Dal 7 aprile al 9 giugno 2025, quando 788501 Gabi ricevette la denominazione ufficiale, è stato l'asteroide denominato con il più alto numero ordinale. Prima della sua denominazione, il primato era di 752263 Franciscosánchez.
L'asteroide è dedicato a Larisa Viktorovna Romanova, madre dello scopritore.